# Zazidavanje
Zazidavanje ljudi se smatra građevinska aktivnost kojoj je svrha neku osobu trajno smjestiti u dio neke građevine na način koji će izazvati njenu smrt zbog izgladnjelosti ili dehidracije. U pravilu predstavlja čin ubojstva ili oblik smrtne kazne. U nekim slučajevima je bio primjenjivan za osobe koje su činile posebno nečasna djela, i njihovim zazidavanjem se obitelj ili šira zajednica počinitelja nastojala simbolički odvojiti od sramote.